# Ospowatość śliwy

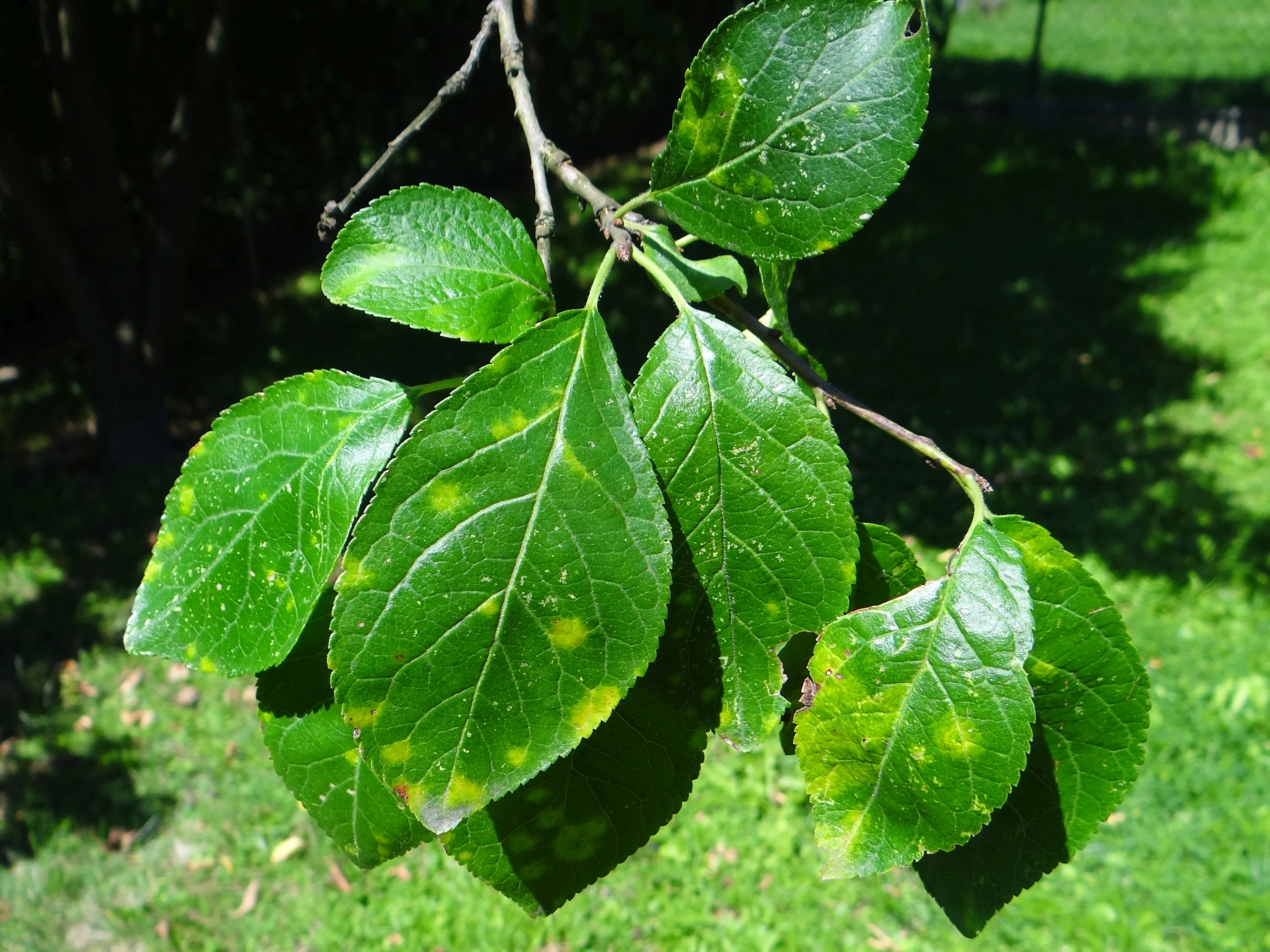
Objawy szarki na liściach śliwy

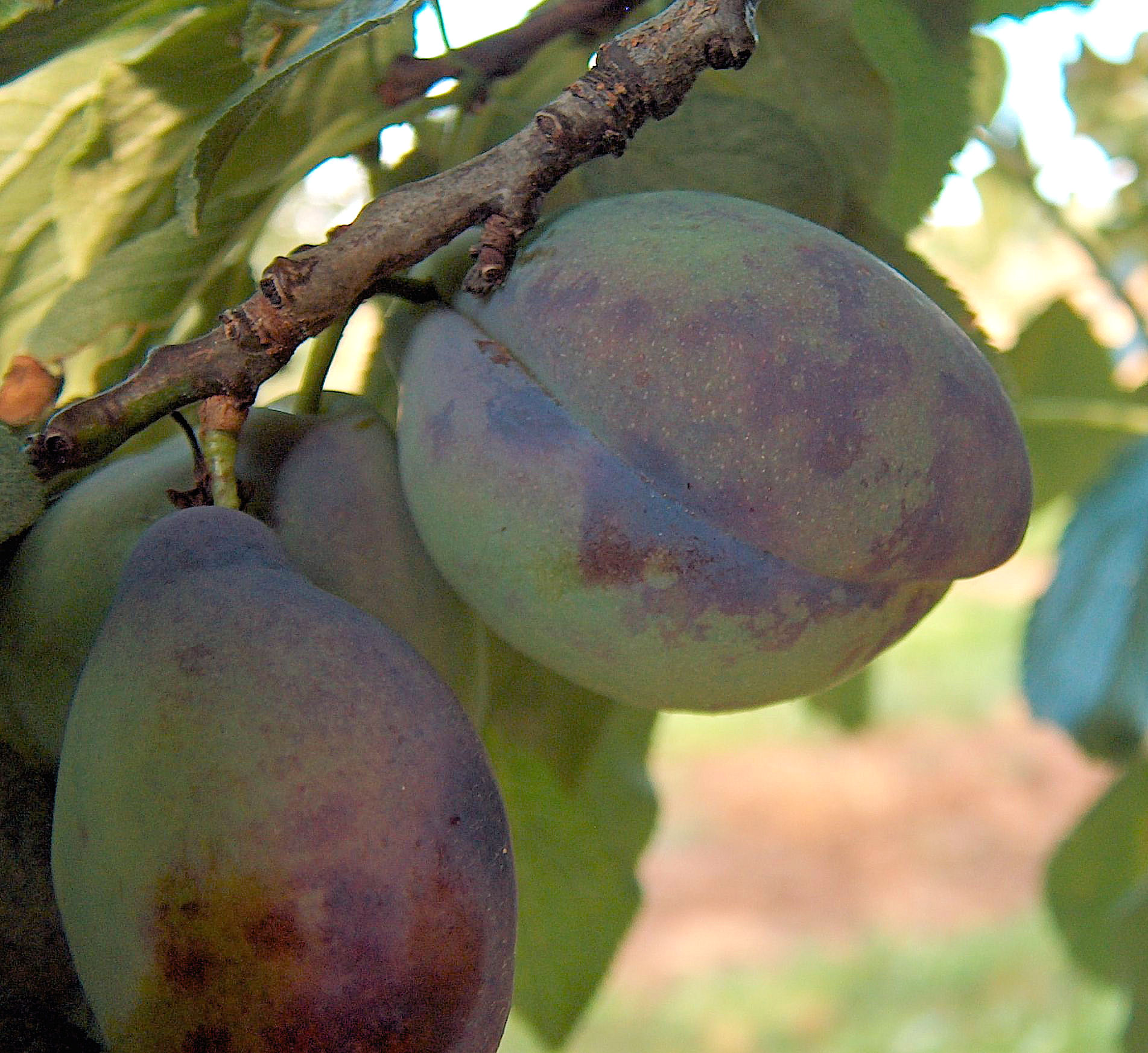
Szarka na owocach śliwy

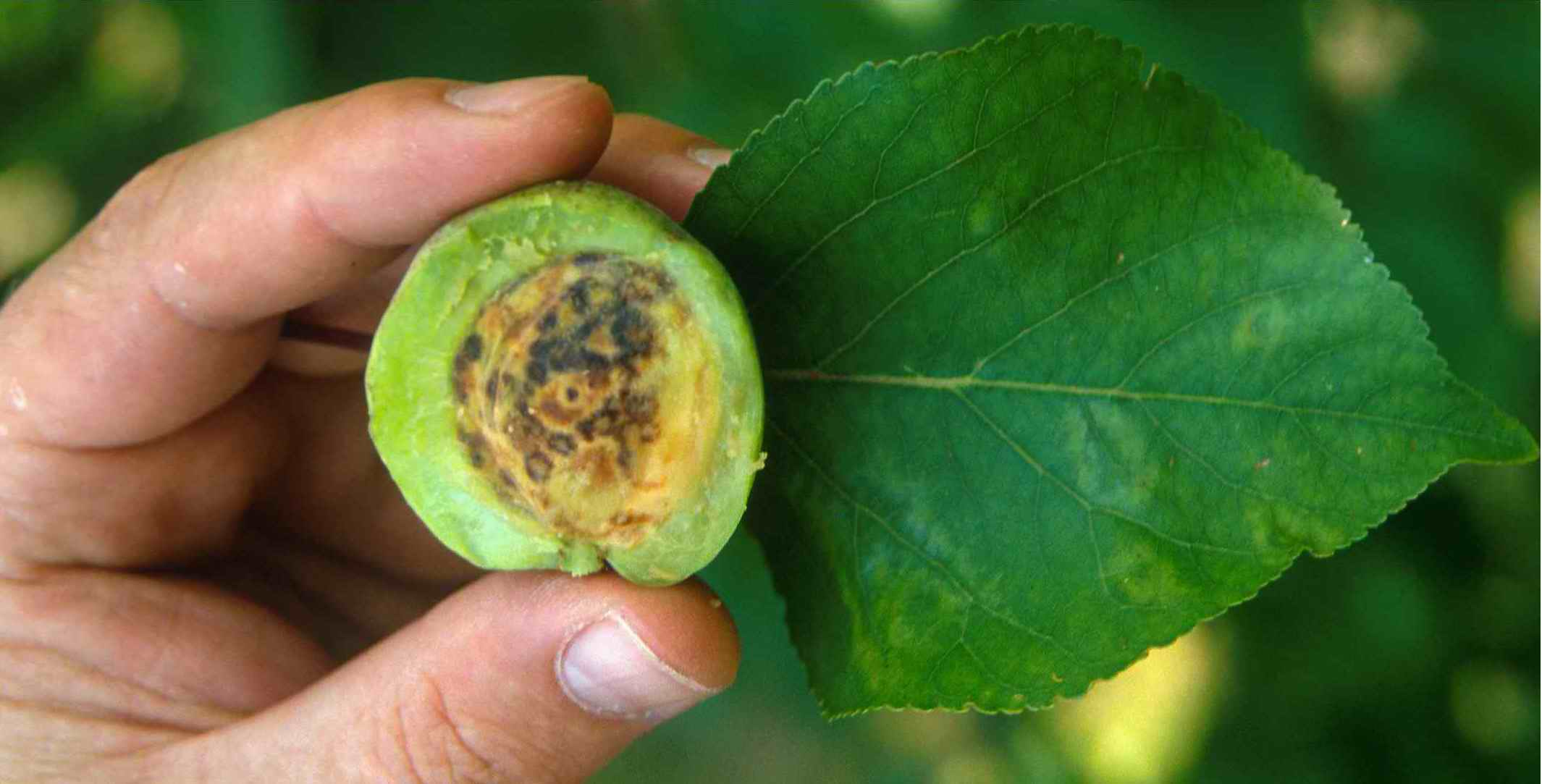
Szarka na owocu i liściu moreli

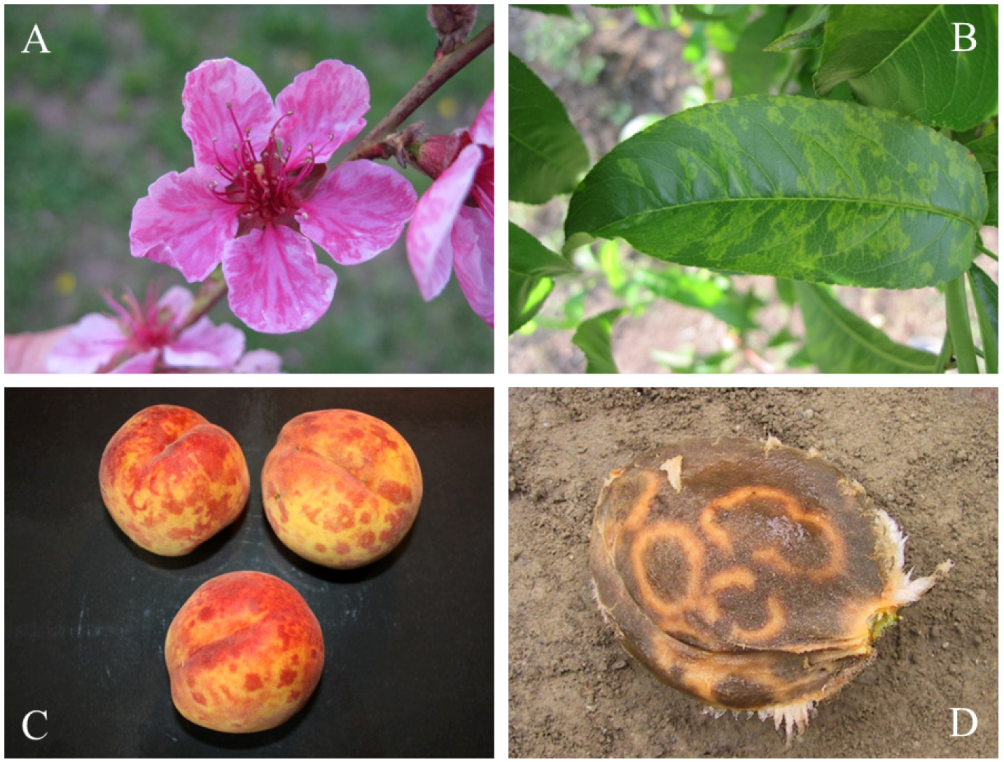
Ospowatość śliwy na brzoskwini

Ospowatość śliwy lub szarka śliwy (ang. pox of plum, sharka) – wirusowa choroba śliwy wywołana przez wirusa ospowatości śliwy (Plum pox virus, PPV). Występuje na wielu gatunkach roślin z rodzaju śliwa (Prunus).

## Występowanie i szkodliwość
Po raz pierwszy choroba opisana została w 1932 r. w Bułgarii, prawdopodobnie jednak już w latach 1918–1919 występowała w Jugosławii. Później rozprzestrzeniła się po całej Europie, obecnie występuje także w Egipcie, Jordanii, Maroku, Syrii, Indiach, zawleczona została do Chin, Ameryki Północnej i Południowej (Chile). Jak dotąd nie występuje w Australii, Nowej Zelandii, Republice Południowej Afryki i w Kalifornii w USA. W Polsce szarka jest najgroźniejszą wirusową chorobą drzew pestkowych. Występuje na śliwach, ałyczy, morelach i brzoskwiniach. Na tych ostatnich ma nazwę ospowatość śliwy na brzoskwini.
Jest to choroba o dużej szkodliwości. W ciągu 30 lat (1970–2000) na świecie przyniosła straty wynoszące około 10 mld euro. Porażone owoce śliw są mniejsze. Średnio następuje zmniejszenie plonu o 35%, a u odmian podatnych na szarkę nawet o 50%. Porażone owoce nie nadają się ani do bezpośredniego spożycia, ani na przetwory. Ponadto chore drzewa są bardziej wrażliwe na przemarzanie.

## Objawy
Objawy choroby widoczne są na liściach, pędach i na owocach. Na liściach pierwsze objawy pojawiają się po przekwitnięciu, czasami później – dopiero w połowie czerwca (gdy wiosna była zimna). Są to chlorotyczne plamy o kształcie pierścieni, smug. Mają rozmyte brzegi i nie występują na nich żadne oznaki etiologiczne. Rozległość tych plam jest uzależniona od wrażliwości danej odmiany na chorobę. U odmian bardzo wrażliwych, np. u 'Węgierki Zwykłej' czy 'Węgierki Włoskiej' chlorozy są tak rozległe, że drzewo chore na szarkę z daleka odróżnia się jaśniejszą barwą liści od zdrowych drzew. U brzoskwini chlorotyczne paski pojawiają się wzdłuż nerwów bocznych, ponadto występuje zniekształcenie liścia i skręcenie wzdłuż nerwu głównego. U moreli występują na liściach tylko pojedyncze chlorotyczne pierścienie lub smugi.
Objawy występują także na owocach. U węgierek na niedojrzałych jeszcze, zielonych owocach śliw pojawiają się fioletowe, okrągłe plamy, stopniowo ciemniejące w miarę dojrzewania owoców. W miejscu plam miękisz owoców zapada się i powstają chlorotyczne wgłębienia. Miąższ pod nimi staje się czerwonawy, gąbczasty i przywarty do pestki. Ma posmak pleśni, jest kwaśny i wyciekają z niego krople stwardniałej „gumy”. Porażone owoce dojrzewają około 2 tygodnie wcześniej niż zdrowe i opadają. Na ich pestkach znajdują się ciemnoczerwone plamy i pierścienie. Na owocach renklod objawy choroby są słabsze. Występują fioletowoczarne pierścienie, ale tkanka pod nimi nie zapada się i miąższ nie zmienia smaku i konsystencji. Owoce ałyczy brunatnieją i nie opadają z drzew. Na owocach brzoskwiń i moreli powstają tylko powierzchniowe plamy i pierścienie o jasnozielonej barwie, a porażone owoce dojrzewają i opadają z drzew wcześniej od zdrowych.
U odmian wrażliwych objawy pojawiają się także na pędach. Początkowo są to podłużne pęknięcia, potem przechodzące w rozległe zrakowacenia. Porażone gałęzie, a w końcu całe drzewa usychają w okresie od roku do dwóch lat. Takie objawy występują u odmian śliwy ‘Węgierka Włoska’, ‘Renkloda Zielona’, ‘Kirka’. Porażenia pędów nie obserwowano u 'Węgierki Zwykłej', która również jest wrażliwa na szarkę.

## Epidemiologia
Wirus ospowatości śliw nie przenosi się ani z sadzonymi nasionami, ani wraz z wiatrem przez pyłek. Przenoszony jest na sadzonki podczas wegetatywnego ich rozmnażania w szkółkach. Z drzew chorych na zdrowe przenoszą go także mszyce nakłuwające liście lub owoce porażonych drzew (również te opadłe na ziemię). Największą rolę odgrywa mszyca śliwowo-kocankowa (Brachycaudus helichrysi), ale wirus przenoszą także inne gatunki: mszyca lucernowo-grochodrzewowa (Aphis craccivora), mszyca burakowa (Aphis fabae), mszyca śliwowo-ostowa (Brachycaudus cardui), mszyca śliwowo-chmielowa (Phorodon humuli), mszyca brzoskwiniowo-ziemniaczana (Myzus persicae), mszyca śliwowo-trzcinowa (Hyalopterus pruni), zielona mszyca cytrusowa (Aphis spiraecola) i Myzus varians.

## Ochrona
Choroba jest nieuleczalna. Po stwierdzeniu jej występowania w sadzie wszystkie porażone drzewa należy wyciąć i spalić. Producentów drzewek obowiązuje zakaz wprowadzania do handlu roślin zarażonych, a w szkółkach, w których występuje szarka, wdraża się specjalne postępowanie kwarantannowe, polegające na zniszczeniu wszystkich drzew śliw i brzoskwiń oraz zakazaniu produkcji tych gatunków przez okres trzech lat. Można tylko zapobiegać chorobie przez działania profilaktyczne:
- pobieranie zrazów i podkładek do szczepienia tylko od zdrowych drzew,
- zakładanie szkółek śliw w okolicach, w których nie występuje ta choroba,
- zakładanie nowych sadów śliwowych w odległości przynajmniej 700–800 m od sadów, w których występowała szarka,
- uprawianie odmian mało wrażliwych na tę chorobę,
- zwalczanie mszyc,
- wycinanie przydrożnych dziko rosnących w okolicy drzew porażonych szarką[4].

Zaleca się uprawę odmiany ‘Jojo’, która według zapewnień hodowców ma być pierwszą śliwą całkowicie odporną na szarkę. Wśród śliw dużą odpornością na szarkę cechują się również odmiany ‘Amers’, ‘Čačanska Najbolja’, ‘Čačanska Lepotica’, ‘Čačanska Rana’, ‘Stanley’ i ‘Ruth Gerstetter’. Do mało wrażliwych należą także odmiany: ‘Herman’, ‘Katinka’, ‘Carpatin’, ‘Fryga’, ‘Opal’.
Plum pox virus jest organizmem kwarantannowym, którego wprowadzanie i przemieszczanie na terytorium Unii Europejskiej jest zabronione i podlega on obowiązkowemu zwalczaniu.